# Fritz Höger

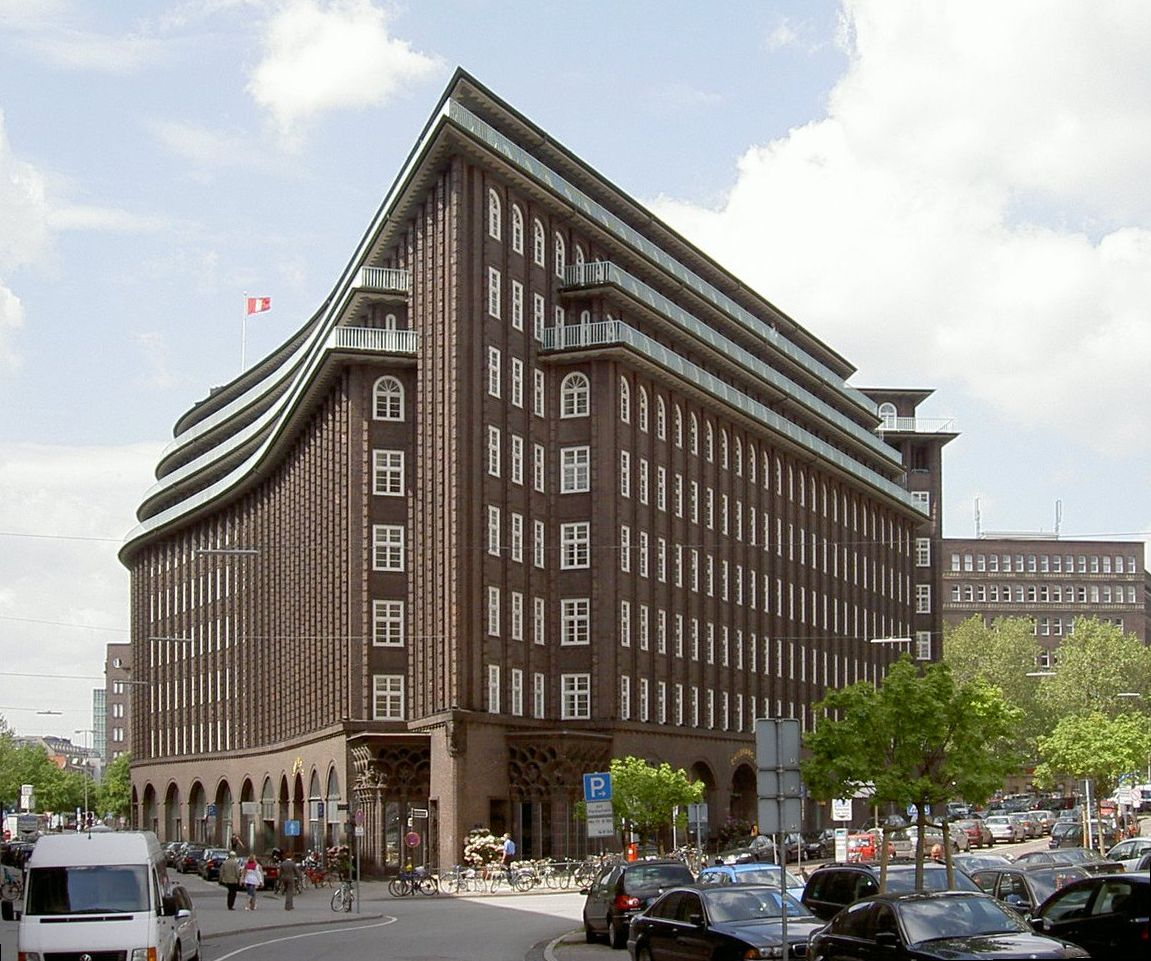
Het Chilehaus in Hamburg

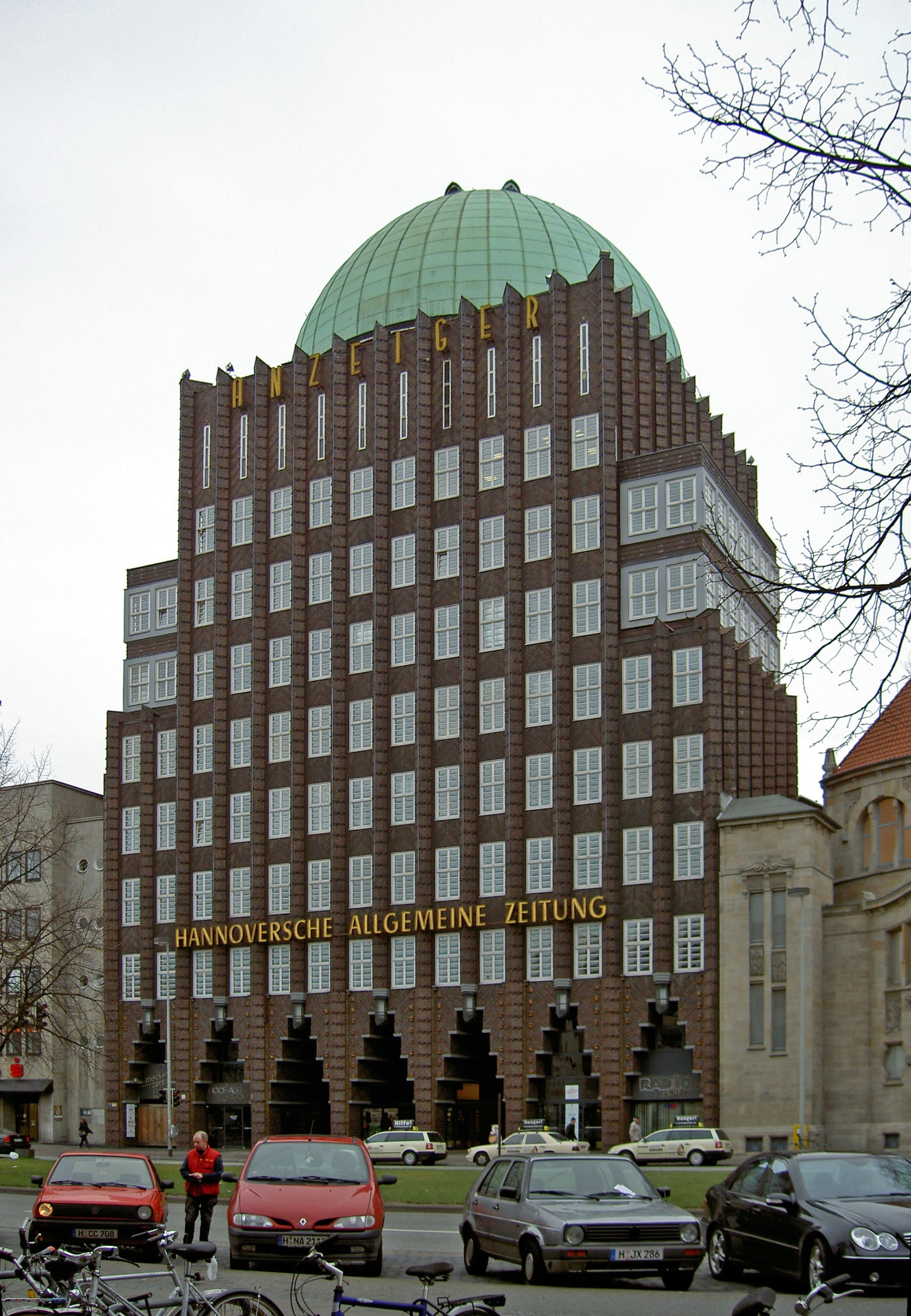
Het Anzeiger-Hochhaus in Hannover

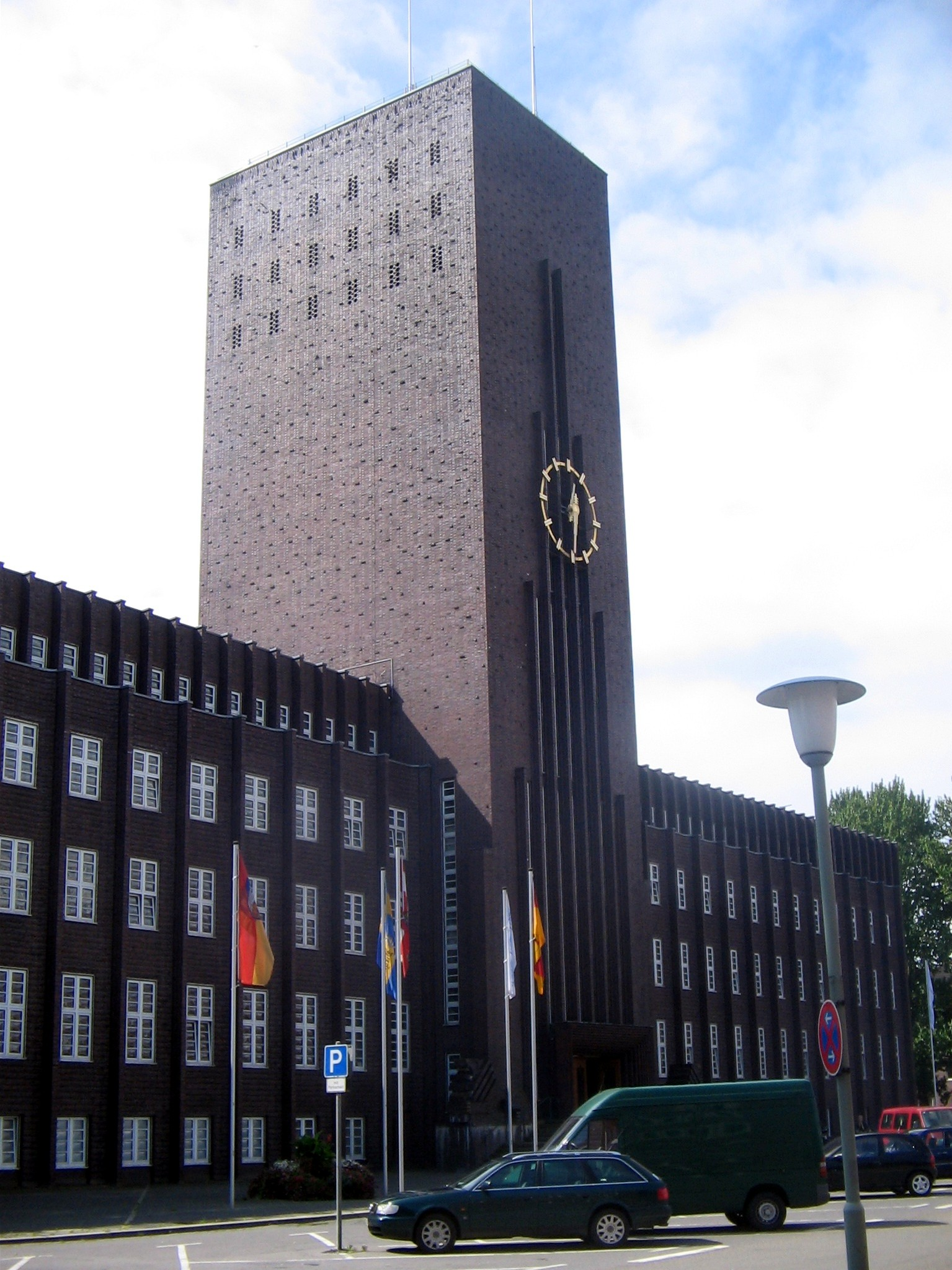
Het stadhuis van Wilhelmshaven

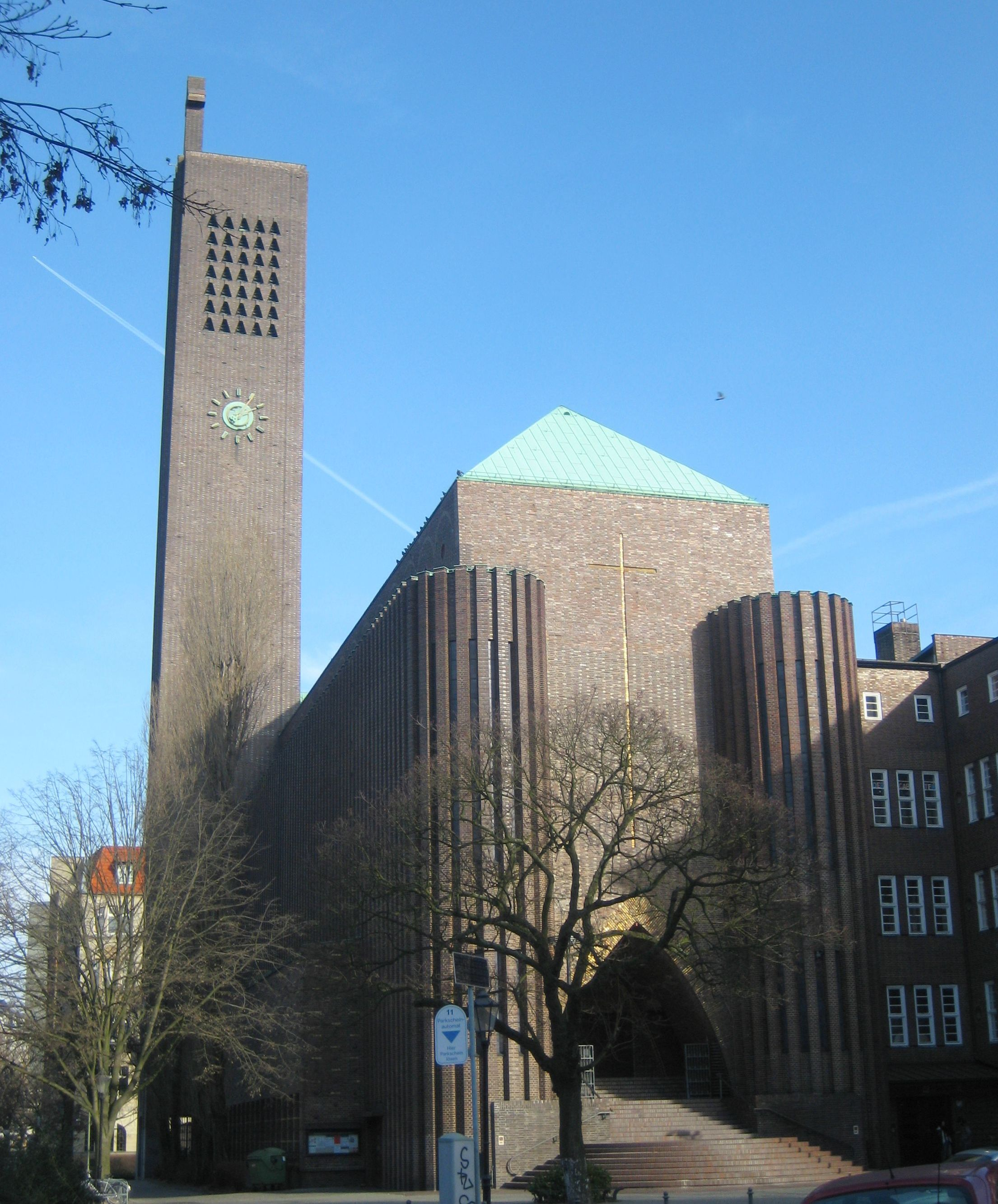
De Kirche am Hohenzollernplatz in Berlijn

Johann Friedrich (Fritz) Höger (Bekenreihe, gem. Kiebitzreihe bij Elmshorn, 12 juni 1877 - Bad Segeberg, 21 juni 1949) was een Duits architect. Hij is een van de voornaamste vertegenwoordigers van het Duitse baksteenexpressionisme, een stroming die verwant is aan de Amsterdamse School. Zijn bekendste en invloedrijkste creatie is het Chilehaus in Hamburg.

## Leven en werk
Fritz Höger werd geboren in Sleeswijk-Holstein en was een timmermanszoon met Nederlandse voorouders. Van 1897 tot 1899 volgde hij de bouwnijverheidsschool in Hamburg en trad na zijn militaire diensttijd als tekenaar in dienst bij een Hamburgs architectenbureau. Vanaf 1908 maakte hij als zelfstandig architect zijn eigen ontwerpen. Het lidmaatschap van de Bund Deutscher Architekten werd hem echter onthouden, omdat hij geen hogere architectuuropleiding had voltooid. Hij zou zichzelf zijn leven lang als Baumeister betitelen.
Hij trad toe tot de Bund Heimatschutz, die traditionele regionale bouwtradities wilde behouden en die verwant was aan de conservatieve richting binnen de Deutscher Werkbund. Het gebruik van baksteen, dat Högers karakteristieke bouwmateriaal zou blijven, kwam uit deze tradities voort. Hij past het toe in zijn beide eerste grote werken, het Rappolthaus en het Klöpperhaus, beide kantoorgebouwen in Hamburg.
Ook zijn beroemdste werk, het Chilehaus, was een Hamburgs kantoorgebouw. Het kwam tussen 1922 en 1924 tot stand in opdracht van de koopman Henry D. Sloman, die zijn fortuin had gemaakt in de salpeterhandel op Chili, het land waaraan het gebouw zijn naam ontleent. Het gebouw domineert het Kontorhausviertel en maakt aan de oostkant een opvallend scherpe hoek, waardoor deze zijde aan een scheepsboeg doet denken. Het "stenen vlaggenschip" werd het symbool van de naoorlogse wederopbouw van Duitsland. Er zijn 4,8 miljoen bakstenen in verwerkt.
Tussen 1927 en 1928 kwam in Hannover het Anzeiger-Hochhaus tot stand in opdracht van de uitgever August Madsack. Voor diens Hannoversche Anzeiger ontwierp Höger een 51 m hoog bakstenen gebouw, de eerste hoogbouw van Hannover. Onder de koepel bevond zich aanvankelijk een planetarium en later een bioscoop.
Veel aandacht trok ook het stadhuis dat Höger ontwierp voor Rüstringen, een plaats die niet veel later zou samengaan met Wilhelmshaven. Dit bouwwerk zou de bijnaam Burg am Meer krijgen. Deze in 1929 voltooide burcht aan zee heeft een opvallende toren die als watertoren fungeert. Later ontwierp hij in de omgeving een arbeiderswijk.
De machtsgreep van de nazi's in 1933 werd door Höger verwelkomd. Hij was lid van de NSDAP en hij hoopte op belangrijke opdrachten. Die kreeg hij echter niet: weliswaar deelde hij met de nazitop de afkeer van het nieuwe bouwen en fulmineerde hij in 1934 in Leipzig tegen onder meer het Bauhaus, de Weissenhofsiedlung en de bolsjewieken, toch viel Högers baksteenexpressionisme bij de machthebbers niet in de smaak. Hij zou nog hoofdzakelijk particuliere villa's ontwerpen. Zijn eigen Hamburgse woning overleefde de Tweede Wereldoorlog niet.
Na de oorlog hield Höger zich onder meer bezig met de wederopbouw van het verwoeste stadhuisplein van Lübeck. Hij overleed in 1949 in Bad Segeberg.

## Selectie van werken
- 1911-1912: Rappolthaus, Hamurg
- 1912-1913: Klöpperhaus, Hamburg
- 1913-1919: Hapaghaus, Hamburg (uitbreiding bestaand gebouw)
- 1921-1924: Chilehaus, Hamburg
- 1922-1923: Stormarnhaus, Hamburg
- 1925-1926: Broschekhaus, thans hotel Ramada Renaissance, Hamburg
- 1926-1927: Parfumfabriek Scherk, Berlijn
- 1926-1928: Meisjesgymnasium, Hamburg-Eppendorf
- 1926-1928: Ziekenhuis Delmenhorst (uitbreiding bestaand gebouw)
- 1926-1929: Sigarettenfabriek Reemtsma, Hamburg (uitbreiding bestaand gebouw)
- 1927-1928: Fabrieksgebouw Leder-Schüler, Hamburg
- 1927-1928: Anzeiger-Hochhaus, Hannover
- 1928: Watertoren, Bad Zwischenahn
- 1927-1929: Rüstringer Rathaus, Rüstringen (thans Wilhelmshaven)
- 1927-1943: Sprinkenhof, Hamburg
- 1930-1933: Lutherse Kirche am Hohenzollernplatz, Berlijn-Wilmersdorf
- 1934: Watertoren, Hohenkirchen (Jever)
- 1935-1941: Siedlung Siebethsburg, Wilhelmshaven

## Trivia
- Ook een broer van Fritz, Hermann Höger (* 15 januari 1882 in Bekenreihe; † 13 juli 1950 in Hamburg) was architect. Hij werkte in ongeveer dezelfde stijl als Fritz Höger, maar legde zich aan het eind van de jaren 1920 vooral toe op het ontwerp van woonwijken (flats van 3-5 verdiepingen) en van eengezinswoningen in de regio Hamburg. Een villa, die hij voor zichzelf ontwierp, alsmede enige appartementsgebouwen van zijn ontwerp, zijn door de deelstaat Hamburg op de monumentenlijst geplaatst.
- Dat Fritz Höger aan het eind van de Tweede Wereldoorlog niet meer volledig achter de nationaalsocialistische ideologie stond, blijkt uit het feit, dat hij, in samenwerking met Gyula Trebitsch (1914-2005)[2], een bekende Duits-Hongaarse filmproducer van Joodse afkomst, die de Holocaust had overleefd, in 1946 nog een, deels van baksteen opgetrokken, monument voor nazi-slachtoffers heeft ontworpen. Dit gedenkteken staat te Itzehoe. Het wordt door sommigen beschouwd als het oudste gedenkteken voor slachtoffers van het nazisme in geheel Duitsland.

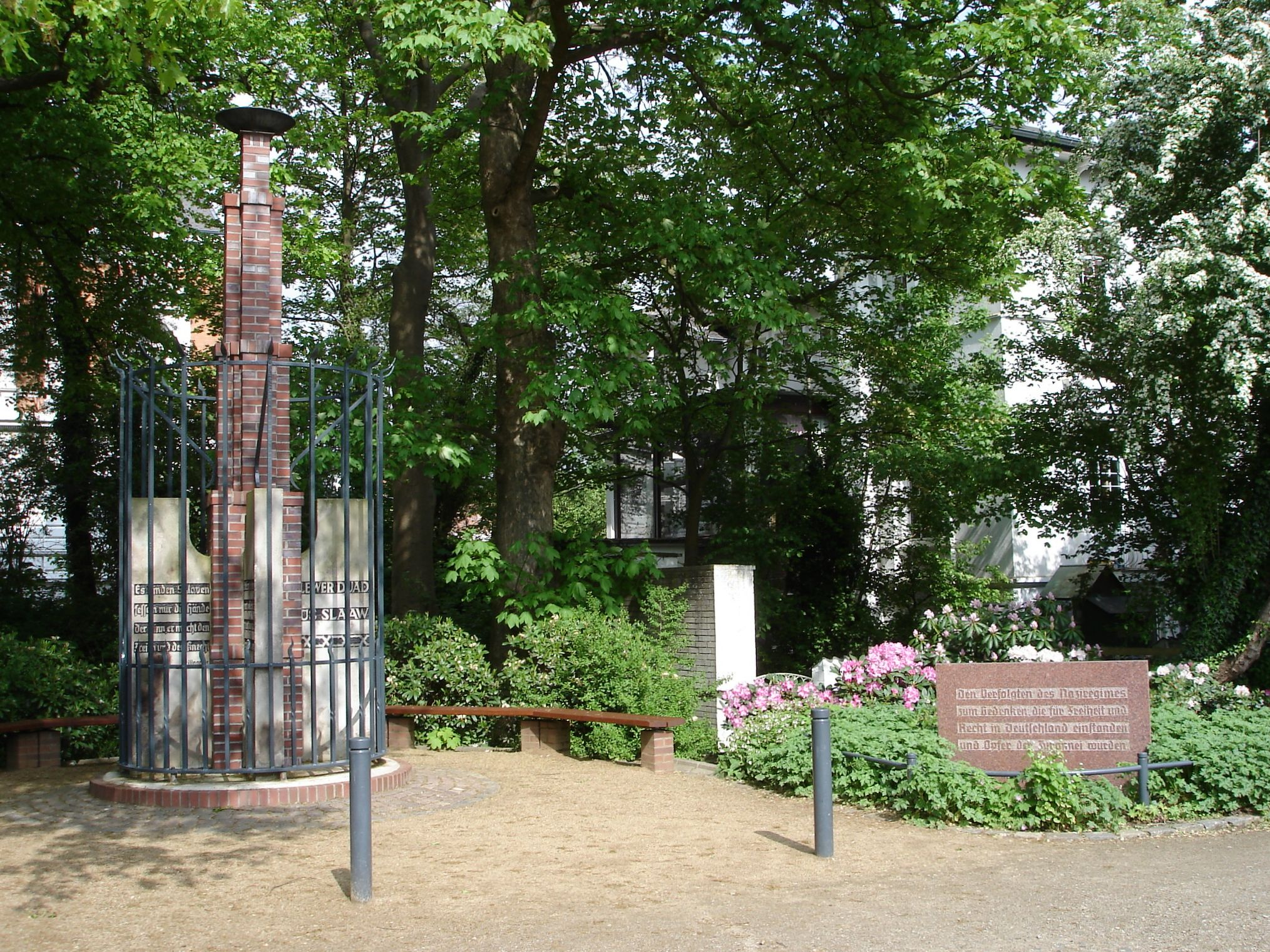
Gedenkteken te Itzehoe